# کلاودیا پالاویکووا
کلاودیا میخائیلوونا پالاویکووا (روسی: Половикова, Клавдия Михайловна؛ ۲۷ دسامبر ۱۸۹۶–۱۶ فوریه ۱۹۷۹) بازیگر تئاتر و سینما اهل اتحاد جماهیر شوروی بود. پس از فارغ‌التحصیلی از مدرسه خارکف، او در دوره‌های ادبی و هنری شرکت کرد و در تئاتر نیکولای سینلنیکوف اجرا داشت، جایی که مورد توجه کارگردان میخائیل تارخانوف قرار گرفت و او به این بازیگر مستعد و علاقمند توصیه کرد که در مسکو «هنرهای نمایشی» بخواند. وی در سال ۱۹۲۱ از مدرسه-استودیوی تئاتر مالی فارغ‌التحصیل شد. از اول سپتامبر ۱۹۲۱ تا ۱۵ سپتامبر ۱۹۳۶، او هنرمند تئاتر استودیوی مالی بود.
از فیلم‌ها یا مجموعه‌های تلویزیونی که وی در آن‌ها نقش داشته است، می‌توان به ابله و جنگ و صلح اشاره نمود.